# Camino al Futuro
The Road Ahead (en español "Camino al futuro"), es un libro escrito por el magnate y cofundador de la compañía de software Microsoft, Bill Gates, con la colaboración del ejecutivo de Microsoft, Nathan Myhrvold y el periodista Peter Rinearson, publicado en su idioma original el 24 de noviembre de 1995 por la editorial Viking Press y revisado aproximadamente un año después. Publicado en español por la editorial McGraw-Hill en la mayoría de los países hispanohablantes. Camino Al Futuro resumió la evolución de los computadores personales, además de describir un futuro cambiado por la llegada de la supercarretera de información global.
Gates recibió un anticipo de las ventas de este libro por 2,5 millones de dólares; todas las ganancias fueron donadas para "promover el uso de la tecnología en la educación administrada a través de la Fundación Nacional para el mejoramiento de la educación", una fundación creada por la Asociación Nacional de Educación.